# Dodo (Kult)

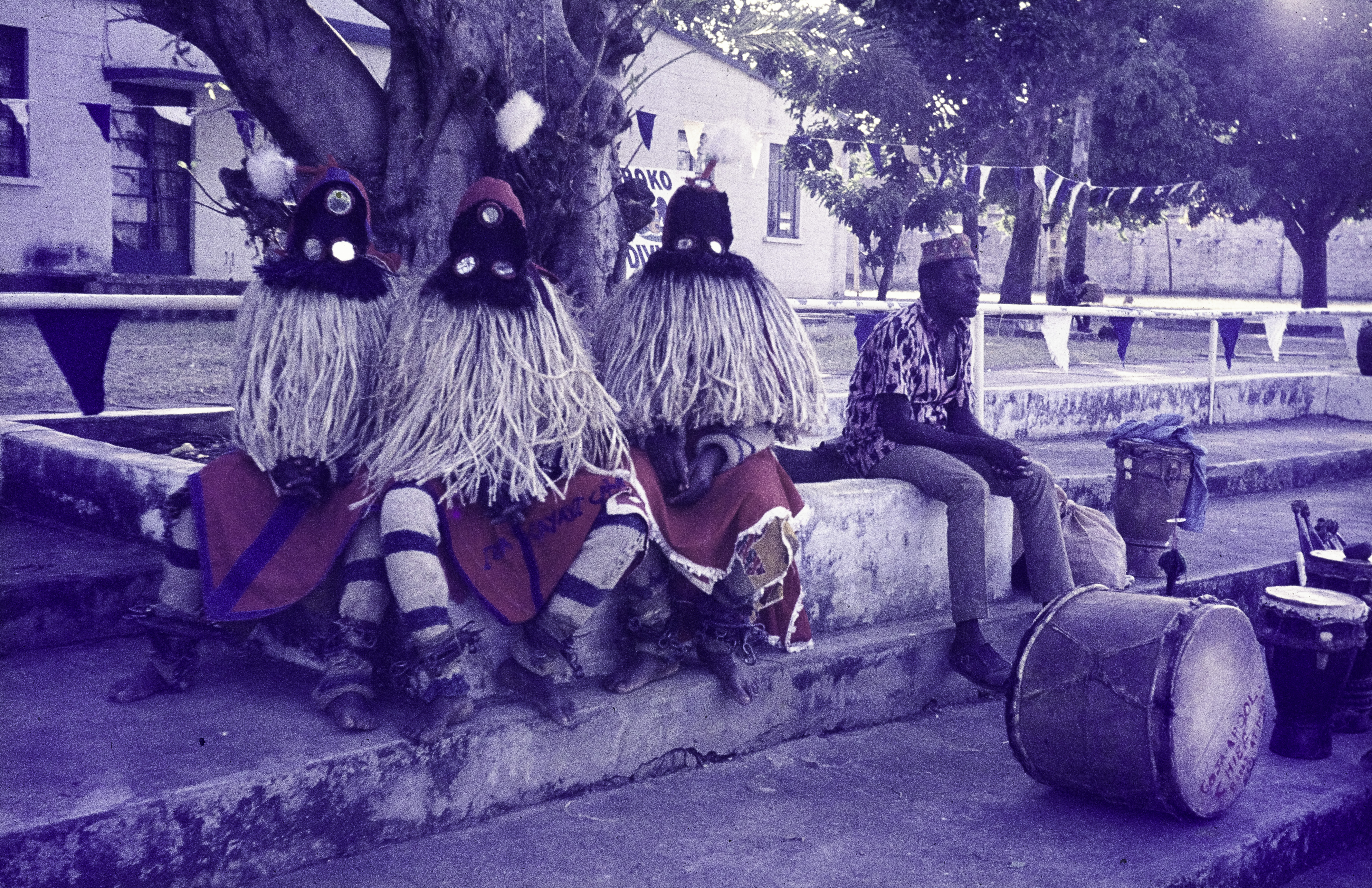
Zu Beginn eines Dodo-Rituals warten drei als Dodo verkleidete Männer und ein Trommelspieler auf ihren Einsatz. Jos, 1970–1973.

Dodo (Hausa, „böser Geist“, auch „Maskentänzer“, Plural dòdànni oder dodonai) ist ein besitzergreifender Geist und der dazugehörende Besessenheitskult, dessen Kerngebiet im Süden des Niger und auf dem Jos-Plateau im Norden Nigerias liegt und der sich vom ebenfalls dort verbreiteten und verwandten Bori-Kult abgrenzt. Dodo entstand unter den Hausa und benachbarten Ethnien als ein moralisch höherer Standpunkt zur Bewahrung der eigenen Kultur gegenüber den westlichen Einflüssen während der europäischen Kolonialzeit. Mehrere Beschreibungen von Dodo-Kulten stammen vom Anfang des 20. Jahrhunderts. Durch Verbote der Kolonialbehörden verschwanden die Dodo-Kulte später, um vielerorts in den 1960er Jahren wieder eingeführt zu werden.
Neben der erstrebten Heilung von Kranken bei Einzelsitzungen im Haus des Heilers soll der Dodo-Kult laut einer Studie über die kleine Ethnie der Irigwe die durch Hexerei bewirkte Kindersterblichkeit und Unfruchtbarkeit der Frauen bekämpfen, als soziales Druckmittel gegen die Zweitheirat der Frauen wirken und sie stärker an den Wohnort des Mannes binden. Bei Kultritualen, die häufig zu jahreszeitlichen Festen stattfinden, führen die Männer Maskentänze auf und sprechen mit verstellter Stimme, um den Geist zu verkörpern.

## Verbreitung
Unter dem Hausa-Wort „Dodo“ werden in der Literatur mehrere Formen eines besitzergreifenden Geistes zusammengefasst, der zu einer religiösen Vorstellung gehört, die bei den Ethnien im zentralen Norden Nigerias unter ähnlichen Namen bekannt ist: bei den Atyap als Abwoi, bei den Kaje als Abvwoi und bei den Katab als Obwoi. Aussprachevarianten sind Abwai und Abvoi. Ein sehr ähnlicher Kult ist Ku bei der benachbarten Ethnie Ham. Ein Zentrum des Dodo-Kults ist der Bundesstaat Kaduna. Es gibt etliche unterschiedliche lokale Herkunftserzählungen, was auf ein hohes Alter des Kults hindeutet. So soll nach einer Tradition der Katab der Kult vom Aku-Clan gebracht worden sein. Aku gelten demnach als die ersten Siedler, die erschienen, als Jäger der Katab hierher gekommen waren. Den Kaje zufolge hat Abvwoi seinen Ursprung beim Baimbin-Clan im Dorf Tsoriyang (in der Nähe von Zonkwa im Süden des Bundesstaats Kaduna). Nach anderen Traditionen führten die Ham den Kult ein. Der mündlichen Überlieferung zufolge verbreitete sich der Kult Mitte des 19. Jahrhunderts mit Hausa-Händlern auch nach Ouagadougou in Burkina Faso.

## Mythen

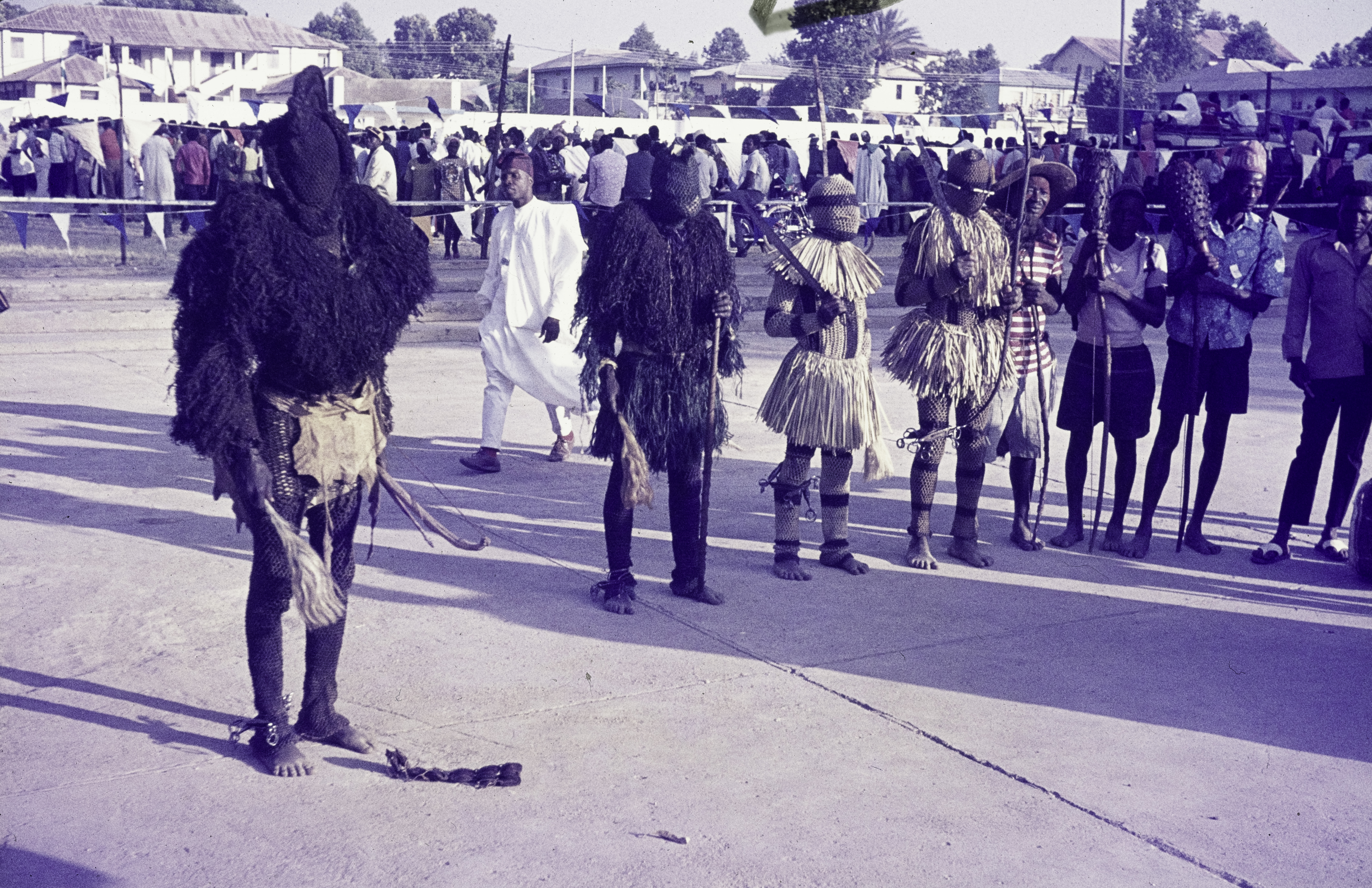
Vier Dodo-Männer mit klirrenden Fußkettchen und drei Musiker mit Mundbögen und Kalebassenrasseln, die von einem Netz aus Rasselkörpern umgeben sind. Jos, 1970–1973.

Dodo ist bei den Hausa ein männliches Ungeheuer oder Schreckgespenst, um das sich zahlreiche mythische Erzählungen ranken. Danach scheint unklar, ob Dodo als Krokodil, Wasserschlange, König der Bestien – also als Rhinozeros, Elefant oder ein anderes großes Wildtier – vorzustellen ist. Er verkörpert je nach Geschichte eines der Tiere. In einigen Erzählungen kommt Dodo als Wassergottheit vor, die einen schwimmenden Menschen vor dem Ertrinken zu retten vermag, in anderen lebt er in einem Haus im Wald und kann keinen Fluss überqueren. Letzteres ist insofern merkwürdig, denn er nimmt menschliche Gestalt an, wenn er von Frauen Besitz ergreift und für diese sind wie für Männer Flussüberquerungen tägliche Routine. Ein solches Unvermögen macht Dodo außergewöhnlich und zeichnet ihn als Geist aus, der allgemein als böswilliger Geist eines Toten umherzieht, manchmal in Bäumen gesichtet wird und sich Menschen bemächtigt. Wie eine Hexe fürchtet er sich in manchen Geschichten vor Hunden, zugleich kann er durch seine riesenhafte Gestalt Menschen und Tiere in beliebiger Zahl verschlingen. Er brüllt, hat lange Haare und einen Schwanz, dennoch erinnert er auch an einen Europäer.
Ein Dodo verfügt über einen guten Geruchssinn, mit dem er von seinem Versteck in einem Baum als Schlange, Tier oder langhaariger Riese nichtsahnende Wanderer im Wald ausfindig macht und seinen Hunger nach Menschenfleisch stillt. In einer typischen Geschichte holen zwei Frauen am Fluss Wasser. Die eine ist neidisch auf die andere, weil diese schwanger ist, und füllt heimlich deren Wasserkrug mit Erde. Dieser ist so schwer geworden, dass die Schwangere bereitwillig die Hilfe des Dodo annimmt, der ihr den Krug nach Hause trägt. Dodo soll zum Dank, so vereinbaren er und die Frau, falls sie ein Mädchen zur Welt bringt, es zur Braut erhalten. Die Frau vergisst das Versprechen und arrangiert, als ihre Tochter herangewachsen ist, die Ehe mit einem anderen Mann. Beim Hochzeitstag erscheint Dodo und verlangt die Braut. Der Ehemann bietet dem Dodo zunächst das Pferd seiner Frau, dann deren Kuh und schließlich sämtliche Hochzeitsgäste zum Verzehr an. Dodo schlingt alle in sich hinein. Als die Braut an der Reihe ist, fällt ein Messer von oben (aus dem Himmel) herab, welches Dodo ebenfalls verschlingt. Das Messer schlitzt dem Ungeheuer den Bauch auf, alle Menschen kommen lebend heraus und führen das Hochzeitsfest zu einem glücklichen Ende. Die Lehre ist, dass außer fließendem Wasser nur ein plötzliches höheres Ereignis Dodo niederzwingen kann. Die Erzählungen vom alles verschlingenden Dodo könnten aus der im Mittelalter im Islam und im Christentum verbreiteten Vorstellung von der Hölle im Magen eines Ungeheuers übernommen worden sein oder auf die in beiden Religionen überlieferte Geschichte von Jona, der von einem Walfisch verschlungen wird, zurückgehen. Für letzteres spricht, dass in einer Erzählung Dodo aus dem Wasser auftaucht.
Vor Ankunft des Islams und des Christentums gab es in den kosmogonischen Erzählungen der Hausa den Hochgott Tsumburbura, dessen Wohnort sich auf einem Baum befindet, der von einer Mauer umgeben ist. Tsumburbura ist so fern, dass er von den Menschen nicht direkt verehrt werden kann. Dafür sind in der traditionellen Religion der Hausa mehrere hundert niedrige Gottheiten bekannt, die in der vorislamischen Zeit in Kulten und teilweise an Schreinen verehrt wurden. Dodo ist in diesem religiösen System eine alte männliche Kraft und der Vater der vier Himmelsrichtungen, dessen Aufenthaltsort sich im Raum  zwischen Osten und Süden befindet. Er verkörpert die trockene Jahreszeit und den Donner. Als Wettergott kann er die Regenzeit herbeiordern. Es regnet, wenn er sich mit seiner Gemahlin Damina, der Quelle der grünen Natur, vereinigt. Für die Gemeinschaft ist Dodo ein Schutzgeist und die Personifikation der Verstorbenen. In diese Vorstellung ist auch seine Zugehörigkeit zur Gruppe der Besessenheitsgeister eingeschlossen. Auch wenn er kein Mensch ist, kann er menschliche Sprachen sprechen, was zu seiner sozialen Rolle gehört.
Dodo ist außerdem ein Kinderspiel mit Masken, das im westafrikanischen Savannengürtel, vor allem in Burkina Faso, ferner in der Elfenbeinküste und in Mali vorkommt. Der heute rein unterhaltende Maskentanz von Jungen hat sich aus einem anfangs rituellen und besonders für die zuschauenden Frauen furchterregenden Tanz erwachsener Männer entwickelt, der – obwohl vorislamischen Ursprungs – von Muslimen im Fastenmonat Ramadan aufgeführt wird. Das Wort „Dodo“ und die Maskentanztradition brachten Händler der Hausa vermutlich um 1832 von Nigeria nach Burkina Faso. Die aus Kalebassen, Stoff oder Blechkanistern bestehenden Kindermasken in Tiergestalt werden weiß oder farbig bemalt. Erwachsene Männer agieren als Jäger verkleidet und singen, während sie bei den nächtlichen Aufführungen von Trommeln begleitet werden. Wie der Ritualtanz nach Burkina Faso und in den Ramadan gelangte, erklärt eine Mythe: „Die Geschichte vom Jäger und dem König“. 
Demnach lebte vor langer Zeit ein großer Jäger unter den Hausa in Nigeria. Er hatte seinem Freund, dem Emir, versprochen, am Freitag, dem Feiertag der Muslime, kein Tier zu jagen und zu töten. Eines Tages riefen ihn einige Schäferjungen zu Hilfe, deren Herde von einer Bestie bedroht wurde. Der Jäger erschoss die Bestie ohne zu bedenken, dass es Freitag war. Sofort wurde er in eine halbmenschliche, halbtierische Kreatur mit einem langen Schwanz verwandelt, worauf er verstört in den Busch floh. Der Emir sandte eine ganze Armee, um seinen verschollenen Freund zu finden. Sie fanden ihn und brachten ihn in seiner neuen Gestalt zurück zum Emir. Kinder fragten den verwandelten Jäger, ob er mit ihnen bei den Feierlichkeiten zum Ramadan tanzen könnte und er willigte zu aller Freude ein. Jahre später, als er gestorben war, schlug der Emir vor, die Kinder sollten zur Erinnerung an den tapferen Jäger, der die Schäferjungen gerettet hatte, Tiermasken herstellen und damit tanzen.

## Kulturelles Umfeld
Besessenheitskulte sind nicht auf die Funktion als Krankenheilung beschränkt. Eingebunden in ein spezifisches kulturelles und gesellschaftliches Umfeld sind sie darüber hinaus eine Unterhaltungsform, eine Gesellschaftskritik und eine Modeerscheinung. Sie werden als ein Phänomen beschrieben, das bei traditionellen Gesellschaften verstärkt in Zeiten auftritt, die von Krisen und kultureller Entwurzelung geprägt sind. Der Umgang mit Geistern ist ein Machtinstrument, das parallel zu den politischen Machtverhältnissen eingesetzt werden kann. Mit den großen Religionsgemeinschaften Christentum und Islam stehen die afrikanischen Besessenheitskulte in einem Wettbewerbsverhältnis. Innerhalb des mehrheitlichen Islam werden sie höchstens dann toleriert, wenn sie politisch ohne Einfluss bleiben. Innerhalb des Islam gehören zu den gering geschätzten oder aus der Öffentlichkeit verbannten Besessenheitskulten der Zar-Kult der Frauen in Ägypten und im Sudan, Pepo in Tansania, Stambali in Tunesien, Derdeba in Marokko, der Kult um den weiblichen Geist Aisha Qandisha ebenfalls in Marokko und Bori in Nigeria. Manche afrikanisch-christliche Kirchen haben Elemente von Besessenheitskulten in ihre Gottesdienste integriert, in die afrikanischen Kulte haben wiederum christliche Symbole (Bibel, Kreuz) Eingang gefunden. evangelikale Missionskirchen stellen sich üblicherweise gegen Besessenheitskulte. Bekannte Besessenheitskulte im christlichen Umfeld sind Mashawe in Sambia, Vimbuza in Malawi und die ehemalige Rebellengruppe Holy Spirit Movement im Norden Ugandas.
Afrikanische Geister sind nicht immer, aber häufig geschlechtlich definiert. Überwiegend Frauen werden von Geistern besessen, dennoch gibt es auch ausschließlich von Männern Besitz ergreifende Geister (Aisha Qandisha, Nya-Kult in Mali). Männliche und weibliche Geister können nur von Menschen desselben Geschlechts, des anderen Geschlechts (sie heiraten) oder unterschiedslos von beiden Geschlechtern Besitz ergreifen.
Afrikanische Kulte haben verschiedentlich Elemente aus der europäischen oder weltweiten (Pop-)Kultur übernommen, beispielsweise „König Bruce“ (nach Bruce Lee) als neuen christlichen Geist in Norduganda eingeführt. Auf der anderen Seite formierte sich vielerorts auf lokaler Ebene Widerstand der marginalisierten Bevölkerungsgruppen gegen die Kolonialbürokratie und die Verbreitung industriell hergestellter Produkte. So lehnten Heiler der Sona in Zimbabwe Produkte ab, die nur käuflich zu erhalten waren. Die Beng-Sprecher in der Elfenbeinküste (Lacs-Distrikt) verweigerten aus diesem Grund Zigaretten und Benzinfeuerzeuge als Protest gegen den westlichen Konsumzwang. Anderswo wurde die Verwendung von Autos, Reisebussen oder Plastiksandalen vermieden. Die neu eingeführten Dodo-Geister sind in diesem Zusammenhang als eine Form von Kapitalismuskritik zu verstehen.

## Verhältnis zum Bori-Kult
Die Darstellung befasst sich mit der Situation im Norden Nigerias bis zur Jahrtausendwende. Zunehmend intolerant auftretende islamische Gruppen mit einer wahhabitischen Ideologie und der gewaltsam ausgetragene Scharia-Konflikt haben seitdem Besessenheitskulte in den nördlichen Bundesstaaten praktisch zum Verschwinden gebracht. 
Dodo-Heiler trennen Dodo-Geister strikt von Bori-Geistern. Die Dodo-Heiler können zwar auch von Bori-Geistern besessen werden, aber nie, wenn sie – was durchaus möglich ist – an Bori-Kulten teilnehmen. Mit der mehr oder weniger starken Ablehnung moderner technischer Errungenschaften ist der Vorwurf an die Bori-Praktiker verbunden, sie hätten aus ihrer Heilertätigkeit ein den Gesetzen des Marktes verpflichtetes, profitables Geschäft gemacht. Zunächst gilt Bori sowohl für die einfache Bevölkerung als auch für eine höhere Schicht, die in den Genuss westlicher Bildung kam (Verwaltungsangestellte, Ingenieure, Lehrer), als ein Teil der eigenen kulturellen Tradition. Manche von ihnen glauben an die Macht der Geister, die sie im Wettbewerb um ihren Arbeitsplatz anrufen, falls sie der Meinung sind, dass die zuvor ausprobierten islamischen Gebete und Amulette ihre Wirkung verfehlt haben. Die muslimische Mehrheit lehnt indes Bori-Kulte als rückständig und nicht mit den islamischen Geboten vereinbar ab. Unter den traditionellen Heilern gibt es jedoch eine Gruppe, welcher die Kommerzialisierung und Korrumpierung des Bori-Kults durch die steigende Anzahl von Heilungsangeboten und Verkaufsläden mit traditioneller Medizin, die alle um Kundschaft werben, zu weit geht.
Die Dodo-Geister setzen demgegenüber bei ihren Anhängern ein hingebungsvolles, integres und nur ihnen verpflichtetes Verhalten voraus. Solche Geister sind bereit, ihr Medium unverzüglich zu verlassen, sobald dieses den hohen moralischen Anforderungen nicht gerecht wird und sich unangemessen verhält. Ohne einen Dodo-Geist würde der Heiler seiner wirksamen Heilkräfte beraubt sein. Für die Dodo-Heiler erwächst hieraus ein moralisch höherer Standpunkt – gegenüber der modernen Marktgesellschaft und auch gegenüber den Bori-Praktikern.
Die Einführung neuer Geister ist nicht auf den Dodo-Kult beschränkt. Um 1925 tauchten im kleinen Ort Chikal im Departement Filingué, das heute im Westen der Republik Niger liegt, angeblich einige Geister auf, die sich Hauka nannten und vorgaben, vom Roten Meer zu kommen und Gäste des Songhai-Geistes Dongo zu sein. Die Songhai verehrten Dongo als Donnergottheit in einem Besessenheitskult, dessen Geister zusammenfassend als holey bezeichnet werden. Ein Mekkapilger der Hausa aus dem Niger soll die Geister auf seinem Rückweg mitgebracht haben. Die französischen Kolonialbehörden unter Horace Crocicchia gingen mit Strafmaßnahmen gegen den neuen Geisterkult vor. Die Holey- und Bori-Anhänger lehnten anfangs ebenfalls den Hauka-Kult ab, der sich Anfang der 1930er Jahre bis in die Goldküste (heute Ghana) verbreitet hatte. Nach einem Augenzeugenbericht aus Accra waren dort 1956 die Hauka-Geister in den Bori-Kult integriert. Die Hauka-Geister gehören zu den „europäischen“ Geistern (Hausa isokin Turawa), die 1943 erstmals in Nordnigeria beschrieben wurden und heute ein fester Bestandteil der Bori-Geisterwelt sind. Die meisten Turawa-Geister sind Soldaten, die rote Uniformen und Sonnenbrillen tragen; nach ihren militärischen Rängen bilden sie eine Gruppe von Befehlshabern und Untergebenen. Dass die Turawa rauchen (zwei bis drei Zigaretten zugleich), Alkohol trinken und Hundefleisch oder nicht nach den islamischen Regeln geschlachtetes Fleisch essen, zeichnet sie als „Ungläubige“ (kafirai, von arabisch kāfir, also Nicht-Muslime) aus. Turawa-Geister sind mit den Schmieden von Jangare verbunden, weil Schmiede und Turawa mit Feuer zu tun haben. Jangare ist die mythische Stadt, in der die Bori-Geister leben. Oberhaupt der Schmiede ist der Geist Batoyi, der sich in der zweiten Hälfte des 20. Jahrhunderts als „Vater der europäischen Geister“ (uban Turawa) etablierte. Wie der Dodo-Kult ist die Einführung der Turawa-Geister eine Reaktion auf die Ereignisse während der europäischen Kolonialzeit.

## Verhältnis zur Gemeinschaft
Wenn Dorfbewohner krank werden und eine schulmedizinische Behandlung oder sonstige Heilungsmethoden nichts zu nützen scheinen, erhalten sie schließlich von ihrer Umgebung die Diagnose, dass sie von einem Geist besessen sind. Prinzipiell kann jeder Mensch von Dodo besessen werden, aber Dodo überlegt sich genau, welchem Heiler er seine magischen Fähigkeiten zur Verfügung stellen möchte. Adeline Masquelier (1999) gibt eine Schilderung wieder, wie jemand bemerkte, dass er von Dodo besessen ist und zum Heiler wurde. Der Mann lag sechs Monate im Bett ohne das Haus zu verlassen, trank nur Milch und Wasser und nahm eine Medizin ein. Später traf er eines Tages außerhalb des Dorfes einen jungen Studenten, hinter dessen Gestalt er Dodo erkannte. Bald verwandelte sich dieser Dodo in einen Hund und folgte drei Monate lang dem Mann. Erst danach ergriff der Geist Besitz von ihm und wies ihn an, regelmäßig Heilungszeremonien für Leidende abzuhalten, die ihn seitdem von weither besuchen.
In der bildhaften Symbolik nicht nur dieses Besessenheitskults wird der Heiler als Pferd (doki) vorgestellt, das von einem machtvollen Geistwesen geritten (hau), sprich kontrolliert wird. Hinter dem Pferd-Reiter-Motiv steht die Vorstellung von Besessenheit als einem Sexualakt, in welchem der Besessene, egal ob weiblich oder männlich, den passiven Part übernimmt.
Um als Dodo-Heiler anerkannt zu werden und den Ruf beizubehalten, in dieser Eigenschaft weit mächtiger als ein Bori-Heiler zu sein, muss einmal bis dreimal pro Woche eine Zeremonie (wasa) zu Ehren des Geistes veranstaltet werden, weil der Heiler sonst nicht mit dessen heilenden Kräften wirken oder Wahrsagen kann. Trotz dieser Bemühungen sind Dodo-Geister von unstetem Wesen und können sich zu jeder Zeit unwiderruflich davonmachen, sodass der Heiler seine Kräfte verliert. Bori-Geister verweilen länger und sind weit weniger anspruchsvoll. Sie benötigen nur einmal im Jahr eine Zeremonie und geben, falls sie sich unangemessen behandelt fühlen, einen Hinweis darauf, ohne gleich zu verschwinden. Folgen Opfergaben und das Versprechen, zukünftig respektvoller zu sein, verzeihen Bori-Geister dem Heiler. Ein Dodo-Heiler lebt dagegen in ständiger Angst, seinen Geist zu verlieren, was ihn zwingt, stets moralisch integer zu bleiben. Während der Bori-Heiler zu Beginn einer Konsultation eine Geldbetrag für sich und Geschenke für den Geist fordert, nimmt der Dodo-Heiler nur einen symbolischen Betrag von wenigen Cents an, denn Geld korrumpiert die Beziehung zwischen Geistern und Menschen. Weil die Medizin nicht durch eine Gegenleistung erkauft wird, wirkt selbst die Übergabe einer als Medizin deklarierten Handvoll Sand anstelle käuflich zu erwerbender Heilkräuter für den Patienten als ein durch keine äußeren Einflüsse geschmälerte, direkte Übertragung der heilenden Kraft des Geistes. Die Übergabe von Sand, den der Patient in einem Glas Wasser trinkt oder sich damit übergießt, ist eine Annäherung an die Praxis der Muslime, Baraka (Segenskraft) enthaltenden Staub vom Grab eines Heiligen aufzunehmen und bei sich zu tragen.
Der ethische Standpunkt der Reinheit hat Auswirkungen auf den Alltag. Manche Dodo-Besessenen fühlen sich zur Enthaltsamkeit verpflichtet, andere hält der Geisterglaube vom Besuch der Schule ab. Die Ablehnung der modernen Ökonomie kann dazu führen, dass Einzelne etwa keine Plastiksandalen tragen oder nicht in einem Auto fahren möchten. Beides bedeutet ungehinderte Mobilität. Autos, die auf Asphaltstraßen fahren, stehen allgemein für Fortschritt und ermöglichen auch den Bori-Heilern, ihre Produkte und Dienstleistungen in weit entfernten Dörfern anzubieten. Die traditionsverhafteten, passiven Dodo-Praktiker, die stets an ihrem Heimatort verweilen, während ihr Geist weit umherschweifen mag, erinnern sich eher an die qualvolle Zwangsarbeit unter den Kolonialherren beim Bau dieser Straßen.
Dodo-Anhänger und die Mehrheit der Muslime lehnen aus gegensätzlichen Gründen den Bori-Kult ab. Während der Islam eine Abkehr von der lokalen Tradition fordert und in seiner universalisierenden Tendenz die religiöse Grundlage für modernes Wirtschaften und für Handel liefert, wenden sich Dodo-Anhänger mit ihrer antimodernen Haltung einer verloren geglaubten Tradition zu.

## Mann-Frau-Beziehung
Walter H. Sangree (1974) zufolge, der bei den Irigwe, einer Plateau-Sprachgruppe in Nordnigeria Feldforschungen durchführte, ging es bei der Einführung des Dodo-Kults außer um das Wohlbefinden von Patienten und deren Angehörigen um ein Druckmittel, mit dem in Gesellschaften, in denen Polyandrie üblich war, Frauen davon abgehalten werden sollten, mehrere Männer zu heiraten und stattdessen beständig am Wohnort des ersten Mannes wohnen zu bleiben. Der Dodo-Kult gilt für die Irigwe-Männer als eine brauchbare Methode zur Stabilisierung der Familienbeziehungen. 
Die Irigwe waren bis zu ihrer Kolonisierung durch die Briten 1905 in 25 Untergruppen („Sektionen“, rekla) unterteilt, die keinen formalen Herrscher besaßen und untereinander durch ein Beziehungsgeflecht von Ritualen verbunden waren. Jede Untergruppe pflegte ein gewisses Ritual, das in den Bereichen Landwirtschaft, Jagd und Gesundheitsvorsorge für die Gesamtheit der Irigwe von Bedeutung war. Die 25 Untergruppen standen untereinander im Wettbewerb um die größte Zahl von Helden, die durch das Erlegen von Raubtieren oder durch Töten eines Feindes bei Kopfjagdexpeditionen zu solchen wurden. Ferner nahmen sie Frauen von anderen Gruppen in Zweitheirat. Die Frauen wechselten dann an den Wohnort des zweiten Mannes. Die rituellen Abhängigkeiten und die familiären Bindungen durch die Zweitheiraten sorgten dafür, dass es zu keinen Stammeskonflikten unter den Gruppen kam. Die britischen Kolonialherren unterdrückten mit militärischer Macht die Jagdzüge der Irigwe auf benachbarte Ethnien und führten eine Verwaltungsteilung mit mehreren Distrikten ein, an dessen Spitze sie einen Verwalter der Irigwe installierten. 
In den 1960er Jahren waren Jagdwettbewerbe und Mehrfachheiraten der Frauen unter den Irigwe – abgesehen von der kleinen christlichen Minderheit – noch weit verbreitet, obwohl die Polyandrie bei den Frauen häufig zu psychischen Spannungen führte. Ein Jahrzehnt später wurde diese Praxis so gut wie nicht mehr praktiziert. Die Freiheit der Frau, ihren Wohnort und Liebhaber aussuchen zu können, wurde durch die Verpflichtung eingeschränkt, sich um ihren Vater kümmern zu müssen. Diese in der Tradition verankerte Pflicht zu vernachlässigen, hätte die Frau fürchten lassen, dass böse Geister (rijé) oder Hexerei (tsitsie) Krankheiten und sonstiges Übel über sie und ihre Kinder bringen könnten. Folglich musste es für eine Frau ratsam erscheinen, an einem Ort zu verweilen, an dem sie vor den verheerenden Folgen solcher Geisterattacken und Hexen (krotu) am besten geschützt sein würde. Diese zentrale Überlegung ist vor dem Hintergrund einer hohen Kindersterblichkeit zu sehen, die ebenso wie Unfruchtbarkeit und Depression als von Geistern verursacht angesehen wurde. Die Frau verblieb daher bei dem Ehemann, der bereit war, für die Kosten einer Heilungszeremonie aufzukommen.
Der Hexerei wurden üblicherweise ältere Frauen bezichtigt, die eifersüchtig auf die Fruchtbarkeit der jüngeren waren. Als vorbeugende Gegenmaßnahme trugen viele Frauen Lederamulette mit einer Abwehrsubstanz an der Hüfte. Mit besonders wirksamen Kräften gegen Hexerei ausgestattet galten als Zwilling Geborene, weil in der afrikanischen Vorstellung von Zwillingen einer der beiden ein „guter“ und der andere ein „böser“ Magier ist. Der als „böse“ identifizierte Zwilling wurde in früherer Zeit gleich nach der Geburt getötet. Ein Ehemann musste stets befürchten, dass eine Person in seiner familiären Umgebung der Hexerei verdächtigt wurde und somit für seine Frau der Hauptgrund sein konnte, um ihn zu verlassen. 
Als effektivste Maßnahme, um dem zunehmenden Problem der Hexerei Herr zu werden, wurde Dodo bei den Irigwe eingeführt, zunächst dem Vernehmen nach Anfang der 1950er Jahre. Weil es zu Auseinandersetzungen mit Anhängern des Dodo-Kults gekommen war, verbot die Verwaltung der Plateau-Provinz einige Jahre später deren Aktivitäten. Gegen Ende der Trockenzeit (im Frühjahr) 1965, als die großen Jagdfeste vorüber und die Vorratsspeicher zur Neige gegangen waren, nahmen wie üblich mit den ersten Regenfällen die Krankheiten besonders unter den kleinen Kindern zu. In dieser Zeit, als für die Männer das größte Risiko bestand, dass ihre Frauen zum Wohnort eines Zweitmannes übersiedeln könnten, fanden in größerer Zahl Dodo-Zeremonien statt, die zum ersten Mal seit den 1950er Jahren wieder öffentlich stattfinden durften. Ein Informant gab an, Hexen würden für gewöhnlich Menschen verschlingen, aber nicht mehr, seitdem Dodo im Lande sei. Das 1968 in Kraft getretene gesetzliche Verbot von Zweitheiraten, welches die Frauen verpflichtete, sich vor einer neuen Heirat vom bisherigen Ehemann scheiden zu lassen, erschwerte ihnen, einen von Hexerei heimgesuchten Wohnort zu verlassen. Dies wiederum begünstigte den Dodo-Kult, der sich umso mehr als notwendige Methode anbot, um die Hexerei einzudämmen.

## Ritual

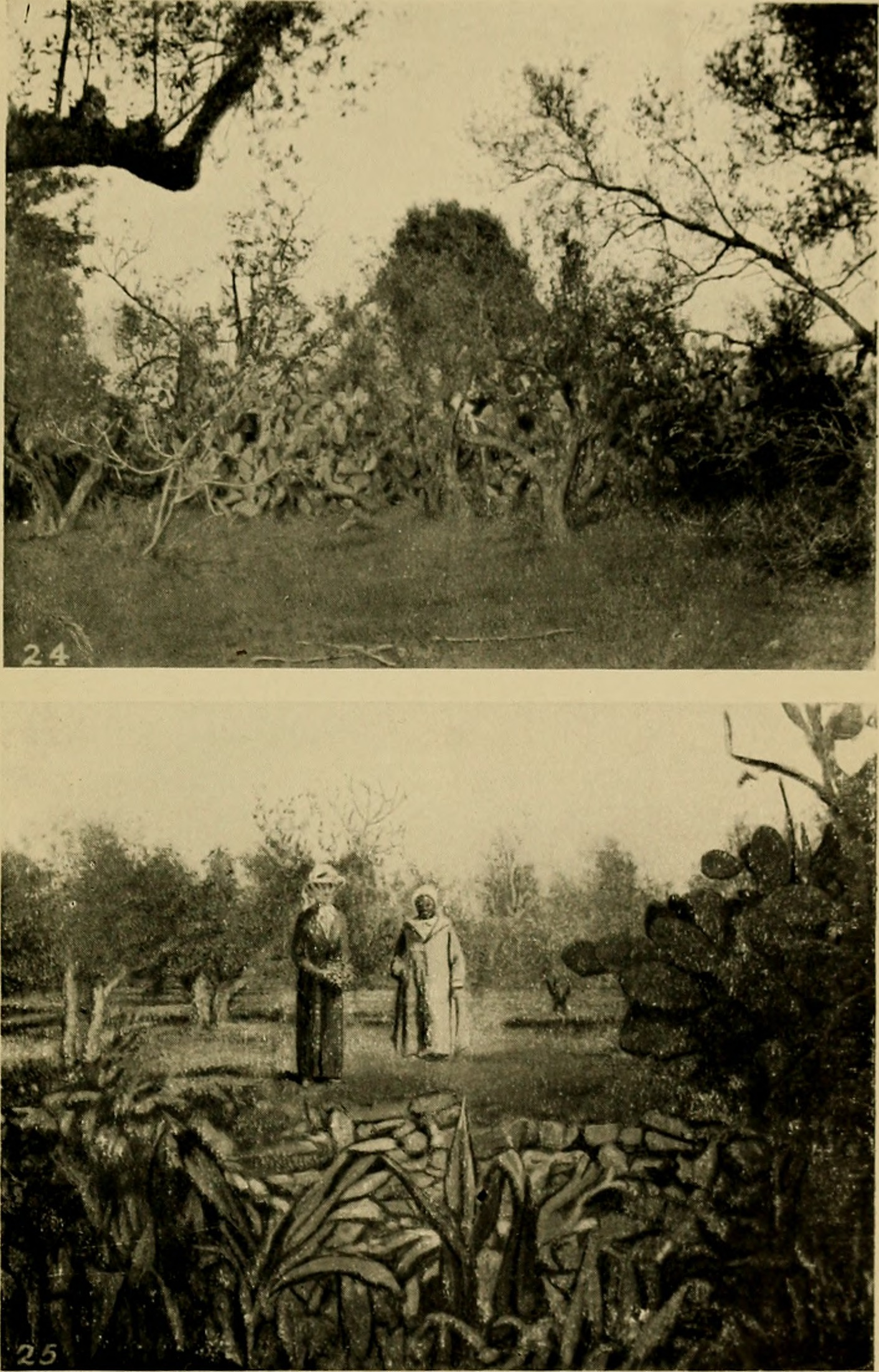
Ort der Geister im Busch. So beschrieben in Arthur John Newman Tremearne: The ban of the Bori. Demons and demon-dancing in West and North Africa. London 1914, Abbildung nach S. 230

Walter H. Sangree beschreibt das erste Dodo-Ritual seit einem Jahrzehnt bei den Irigwe, das 1965 einige Kilometer außerhalb eines Dorfes stattfand. Gegen den Uhrzeigersinn bewegte sich eine Gruppe von Frauen und Mädchen im Kreis, begleitet von zwei männlichen Trommelspielern. Der Tänzer in der Mitte war unter dem Gewirr von getrockneten Raphia-Palmblättern, mit denen er bedeckt war, kaum zu sehen. Überragt wurde das Pflanzenkostüm von einer Art Hut in Gestalt einer kleinen zylindrischen Schachtel, die weiß und mit roten Mustern bemalt war. Der Tänzer verkörperte Dodos Frau; für den Geist selbst war nebenan eine Hütte errichtet, in der ein Feuer brannte. Aus der Hütte drang nur – immer deutlicher werdend – Dodos Stimme heraus. Die Frauen hielten irgendwann inne und stießen ululierende Schreie hervor. Nacheinander gingen sie auf den Tänzer zu, berührten dessen Kostüm mit einem Penny, den sie anschließend in eine von einem Assistenten bereitgehaltene Kalebasse warfen. Unverständliches murmelnd segnete „Dodos Frau“ mit einem ausgestreckten Stock die Anwesenden. Später wurde Hirsebier unter den Männern und den tanzenden Frauen herumgereicht. Hirsebier und Essen hatten die Frauen zuvor hergestellt und als Geschenk mitgebracht. Nach dieser Grundstruktur verliefen auch andere Dodo-Sitzungen der Irigwe.
Eine Dodo-Kultgemeinschaft der Irigwe war 1965 hierarchisch in initiierte Männer, Ehefrauen und ältere Witwen sowie in unverheiratete Mädchen gegliedert. Die drei Gruppen hatten jeweils ein Oberhaupt (magaji) an ihrer Spitze. Hinzu kamen dessen Assistent (magaji auhwie), ein Leutnant (likawi) und ein Polizist (dokali, doli). Die initiierten Männer organisierten die Kultsitzungen, an denen die zugehörigen Frauen und Mädchen teilzunehmen hatten.
Anstelle der Palmblätter bekleiden andere Ethnien den Dodo-Maskentänzer bei den zur Erntezeit stattfindenden Ritualen mit den Blättern der Dessertbanane oder mit verschiedenen Gräsern. Die Gestaltung des Tanzkostüms ist je nach Ethnie und der Charakteristik des Dodo-Geistes unterschiedlich. Der 1956 bei den Kaje-Sprechern beschriebene Dodo-Geist Aninyet geht etwa mit einem breit ausladenden Bambusgestell umher, das mit Blättern bedeckt ist. Bansip, ein anderer Dodo-Geist, wird als ein Haufen länglicher Blätter dargestellt. Die Geister Gyamsha und Kungiz anderswo sind mit einem Kostüm aus Jutegewebe kostümiert und tragen einen bunt bemalten, hölzernen Kopfputz. Die in der Literatur verwendete Bezeichnung „Maskentanz“ bezieht sich weder auf eine Gesichtsmaske, noch ist die in „Maskierung“ enthaltene Assoziation „Verstellung“, „Irreführung“ bei dem als personal anwesend gedachten Geist zutreffend.
Unter den Bankalawa und Galambawa (Muttersprachen Jarawa und Galambu) in Nordnigeria nehmen Frauen nicht aktiv am Dodo-Maskentanz teil. Auch sonst ist Frauen üblicherweise die Teilnahme verboten, weil sie den Maskentänzer nicht sehen dürfen. Um nicht für verbotene Blicke bestraft zu werden, rennen Frauen und Kinder davon, sobald eine Dodo-Figur in der Nähe ist. Nach dem Ritual draußen im Busch kehren die Männer erst nachts in das Dorf zurück, wenn die Frauen in den Häusern verschwunden sind. An anderen jahreszeitlichen Kulttänzen können allgemein Männer und Frauen teilnehmen, manche Tänze, etwa Bori-Besessenheitstänze, sind jedoch initiierten Mitgliedern vorbehalten.
Mit dem Hauptzweck, die Frauen einzuschüchtern, stieß der Dodo nach einem Bericht von 1925 aus Nordnigeria mit verstellter Stimme Schreie aus. Hierfür wurde in eine Röhre geblasen, an deren unterem Ende ein Mirliton aus einem Spinnennetz befestigt war. Mit demselben Effekt bliesen Männer der Dodo-Geheimgesellschaft mitten in der Nacht in eine Kalebasse, deren Öffnung mit einem Mirliton beklebt war. Bei der Initiation der Jungen erklärten die Männer ihnen, wie die verzerrte Stimme des Dodo erzeugt wird. Frauen durften keine Kenntnis von den Stimmenverzerrern haben. Eine weitere Möglichkeit, um mit der „magischen“ Stimme des Dodo Frauen zu erschrecken, bot ein Schwirrgerät.
Bei der sehr kleinen Ethnie der Abisi am nordwestlichen Rand des Jos-Plateaus, deren Zahl 1980 auf 3300 geschätzt wurde, ging eine Frau am selben Tag drei Ehen ein. Die „erste Heirat“ erfolgte mit einem ungefähr 14-jährigen Jungen, den dessen Eltern eingeführt hatten; die zweite Heirat war eine sogenannte „Liebesheirat“, das heißt, die Auswahl des Ehemannes war der Braut überlassen, und der Mann für die dritte Heirat, die „Heim-Heirat“, wurde von den Eltern der Braut bestimmt. Die Regeln der Gemeinschaft beinhalten eine die Beziehungen festigende, komplexe Kombination aus Polyandrie und Polygynie. Es gibt eine Beschreibung ihres Dodo-Kults aus dem Jahr 1931, wonach ein Dodo eine zentrale Rolle bei den jährlichen Jagdritualen spielte. Nach dem Verbot der Kolonialverwaltung führte bei den Abisi in den 1960er Jahren der Sohn des für die Jagdrituale Verantwortlichen einen neuen Dodo-Kult ein, der im Wesentlichen dem alten Kult entsprach. Der neue Kult wurde von einer benachbarten Ethnie übernommen. Am Veranstaltungsort stand ein großes kreisrundes Ritualhaus, das sich von den ovalen Wohnhäusern unterschied. Der Dodo machte sich lautstark mit einem Schwirrholz (azurfa) und einer Pfeife bemerkbar oder sprach mit einem hoch tönenden Stimmenverzerrer. Die Tanzfigur Ugurza trug ein buntes Stoffkostüm, einen abstehenden Kopfputz und einen Stock in jeder Hand.